# Mathurin Rodier
Mathurin Rodier ou Mathelin Rodier est un architecte français né vers 1410 et mort vers 1484. Il occupe le poste d'architecte de la Cathédrale Saint-Pierre-et-Saint-Paul de Nantes durant au moins 36 ans, à partir au plus tard de 1444 et jusqu'à 1480 au plus tôt.

## Biographie
Les informations concernant Mathurin Rodier (également cité sous le nom de Mathelin Rodier) sont parcellaires. On sait qu'il arrive à Nantes en provenance de Tours, où il a un frère, Jean Rodier, et qu'en 1484 il est marié à Édeline Ponset.
Il travaille sur le chantier de la cathédrale Saint-Gatien de Tours sous la direction de Jean de Dammartin entre 1431 et 1434, à une position équivalente à celle de Jean Benoist et Huguet de Dammartin, fils de Jean. Avant 1444 il se rend à Nantes, où il prend en charge plusieurs chantiers, sur la porte Saint-Nicolas, sur l'église Saint-Nicolas, sur la cathédrale, sur le château, sur la collégiale Notre-Dame.
La présence de Mathurin Rodier à la tête du chantier de la cathédrale de Nantes est attestée en 1444, avec la charge de « maistre masson ». La plupart des quelques écrits le concernant encore conservés ont trait à ses émoluments. Alors qu'il dirige le chantier, il est dans l'obligation d'effectuer des périodes de garde de la ville (selon un texte de 1468), obligation instituée par la municipalité. Un document de 1477 permet de constater que, moyennant finances, Rodier est dispensé de cette charge.
En 1480 les chanoines chargés de la surveillance du chantier décident d'adjoindre Jean Le Maître à Mathurin Rodier, alors approximativement âgé de 70 ans. Son vieillissement est sans doute la cause de cette nouveauté, et dans la même année la charge du chantier lui est retirée, au terme d'une période remarquablement longue pour l'époque. La dernière trace écrite relative à Rodier concerne un anniversaire qu'il fonde[pas clair] avec sa femme à l'église Saint-Laurent, en date du 6 ou du 9 août 1484. Il est donc mort après cette date, très probablement à Nantes.

## Œuvres
En tant que maître d’œuvre :

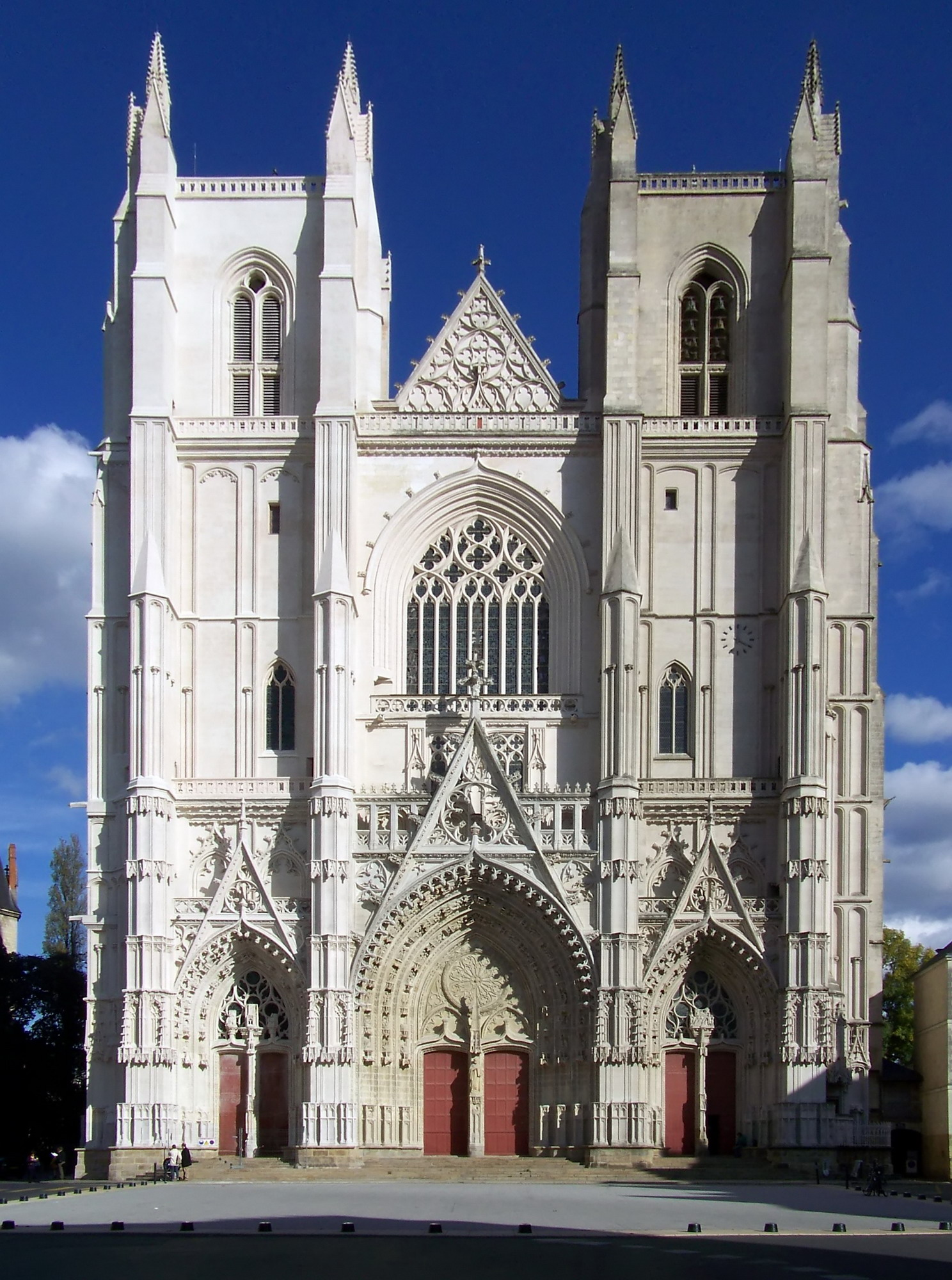
La façade de la cathédrale de Nantes. Les tours n'étaient pas achevées lorsque Rodier a cessé d'exercer.

- Cathédrale Saint-Pierre-et-Saint-Paul de Nantes

Autres participations :
- Cathédrale Saint-Gatien de Tours
- Château des ducs de Bretagne
- Porte Saint-Nicolas
- Église Saint-Nicolas
- Collégiale Notre-Dame de Nantes

## Hommages
La rue Mathelin-Rodier à Nantes, anciennement rue Haute-du-Château, rue Sainte-Radegonde et rue Abeilard, a été baptisée du nom de l'architecte en 1899, et relie la cathédrale de Nantes au château des ducs de Bretagne, plus précisément la place Saint-Pierre à la rue Prémion.